# Pieter Samuël Dedel
Pieter Samuël Dedel (Amsterdam, 22 oktober 1766 - aldaar, 8 november 1851) was een Nederlands politicus.

## Familie
Dedel was een lid van de familie Dedel en een zoon van schepen, raad en hoofddschout van Amsterdam, mr. Willem Gerrit Dedel (1734-1801) en Jacoba Elisabeth Crommelin (1742-1801), lid van de familie Crommelin. Hij trouwde in 1789 met Johanna Elisabeth Backer (1770-1810), lid van de Amsterdamse regentenfamilie Backer; uit dit huwelijk werden twaalf kinderen geboren. Zij zijn de stamouders van alle nu nog levende Dedels.

## Leven en werk
Dedel was ten tijde van de Republiek secretaris van de Amsterdamse schepenbank. In de Bataafse Tijd was hij inspecteur van de posterijen en in 1819 afgevaardigde van Holland in de Tweede Kamer. Hij stond kritisch tegenover het financiële beleid van de regering. Lid van de Maatschappij der Nederlandsche Letterkunde, zonder echter ooit iets letterkundigs te produceren. In 1815 was hij buitengewoon lid van de dubbele Staten-Generaal der Verenigde Nederlanden (8 - 19 augustus 1815) voor de goedkeuring van de grondwet van 1815. In 1815 werd hij verheven in de Nederlandse adel.
- Biografisch Portaal: 15408087
- Digitale Bibliotheek voor de Nederlandse Letteren: dede004
- International Standard Name Identifier: 0000 0003 8820 5301
- Nederlandse Thesaurus van Auteursnamen: 157228843
- Parlement.com: vg09llsjljtg
- Virtual International Authority File: 281347343
- WorldCat: E39PBJt8kv9gdqQ4cfX3kfv8md